# Liste de films français sortis en 1951
Listes de films français
- 1947
- 1948
- 1949
- 1950
- 1951
- 1952
- 1953
- 1954
- 1955

Liste non exhaustive de films français sortis en 1951 :
| Titre                                  | Réalisateur                                | Distribution                                           | Genre                  | Notes          |
| -------------------------------------- | ------------------------------------------ | ------------------------------------------------------ | ---------------------- | -------------- |
| 90 degrés à l'ombre                    | Norbert Carbonnaux                         | Christian Duvaleix, Louis de Funès                     | Court métrage          |                |
| Adhémar ou le Jouet de la fatalité     | Fernandel                                  | Fernandel, Andrex, Marcel Lévesque                     | Comédie                |                |
| L'Affaire Manet                        | Jean Aurel                                 | François Périer (voix)                                 | documentaire           | 21 min         |
| L'Aiguille rouge                       | E-E Reinert                                | Margo Lion, Jean Marchat                               | Drame                  |                |
| L'Amant de paille                      | Gilles Grangier                            | Jean-Pierre Aumont Gaby Sylvia, Alfred Adam            | Comédie                |                |
| Les Amants de bras-mort                | Marcello Pagliero                          | Nicole Courcel, Franck Villard, Henri Génès            | Drame                  |                |
| Andalousie                             | Robert Vernay                              | Luis Mariano, Carmen Sevilla Arlette Poirier           | Comédie musicale       |                |
| Atoll K                                | Léo Joannon                                | Stan Laurel, Oliver Hardy                              | Comédie                |                |
| Au fil des ondes                       | Pierre Gautherin                           | Jean Marchat, Yves Furet (voix)                        | documentaire           |                |
| Au pays du soleil                      | Maurice de Canonge                         | Tino Rossi, Antonin Berval Édouard Delmont             |                        |                |
| L'Auberge rouge                        | Claude Autant-Lara                         | Fernandel, Françoise Rosay Julien Carette              | Comédie dramatique     |                |
| Avalanche                              | Raymond Segard                             | Gaby Sylvia, Franck Villard                            | Drame                  |                |
| Le Bagnard                             | Willy Rozier                               | Lili Bontemps, Pierre Gay Juliette Faber               | Drame                  |                |
| Barbe-Bleue                            | Christian-Jaque                            | Pierre Brasseur, Cécile Aubry                          | Drame                  |                |
| Bel Amour                              | François Campaux                           | Gisèle Pascal, Antonio Vilar Odile Versois             | Drame                  |                |
| La Belle Image                         | Claude Heymann                             | Franck Villard, Suzanne Flon Françoise Christophe      | Drame                  |                |
| Bertrand cœur de lion                  | Robert Dhéry                               | Robert Dhéry, Colette Brosset Robert Destain           | Comédie                |                |
| Bibi Fricotin                          | Marcel Blistène                            | Louis de Funès, Maurice Baquet Colette Darfeuil        | Comédie                |                |
| Boîte de nuit                          | Alfred Rode                                | Claudine Dupuis, Alfred Rode Pierre-Louis              | F. musical             |                |
| Boniface somnambule                    | Maurice Labro                              | Fernandel, Andrex Yves Deniaud                         | Comédie                |                |
| Les Bonnes Manières                    | Yves Robert                                | Hubert Deschamps                                       | Court métrage          |                |
| Bouquet de joie                        | Maurice Cam                                | Charles Trenet, Tilda Thamar Roland Armontel           | F. musical             |                |
| Ça c'est du cinéma                     | Claude Accursi Raymond Bardonnet           | Stan Laurel, Oliver Hardy                              | Comédie burlesque      |                |
| Le Cap de l'Espérance                  | Raymond Bernard                            | Edwige Feuillère, Franck Villard, Cosetta Greco        | Policier               |                |
| Capitaine Ardant                       | André Zwoboda                              | Yves Vincent, Jean Danet Renée Saint-Cyr               | Drame                  |                |
| Carnet de plongée                      | Jacques-Yves Cousteau, Marcel Ichac        | -                                                      | Documentaire           |                |
| Caroline chérie                        | Richard Pottier                            | Martine Carol, Marie Déa Jacques Dacqmine              | Comédie dramatique     |                |
| Le Cas du docteur Galloy               | Maurice Téboul                             | Jean-Pierre Kérien, Suzy Prim Lucienne Le Marchand     | Drame                  |                |
| Casabianca                             | Georges Péclet                             | Pierre Dudan, Gérard Landry Jean Vilmont               | Drame                  |                |
| Ce coquin d'Anatole                    | Émile Couzinet                             | Frédéric Duvallès, Armand Bernard, Irène de Trebert    | Comédie                |                |
| Chacun son tour                        | André Berthomieu                           | Robert Lamoureux, Jane Marken Michèle Philippe         | F. musical             |                |
| Champions Juniors                      | Pierre Blondy                              | Louis de Funès                                         | Court métrage          |                |
| Le Chéri de sa concierge               | René Jayet                                 | Jean Parédès, Lili Bontemps André Gabriello            | Comédie                |                |
| Le Choix le plus simple                | Henri Aisner                               | -                                                      | Documentaire           | 22 min Censuré |
| Clara de Montargis                     | Henri Decoin                               | Ludmila Tcherina, Michel François Madeleine Delavaivre | Drame                  |                |
| Le Clochard milliardaire               | Léopold Gomez                              | Henri Guisol,Jacqueline Gauthier Raymond Souplex       | Comédie                |                |
| Cœur-sur-Mer                           | J Daniel-Norman                            | André Claveau, Mona Monick, Jean Tissier               | Comédie F. musical     |                |
| Coq en pâte                            | C-F Tavano                                 | Jacqueline Gauthier Maurice Escande                    | Comédie                |                |
| Coupable ?                             | Yvan Noé                                   | André Le Gall, Arlette Accart Raymond Pellegrin        | Drame                  |                |
| La Course de taureaux                  | Pierre Braunberger                         | Jean Desailly (voix)                                   | Documentaire           |                |
| Dakota 308                             | Jacques Daniel-Norman                      | Suzy Carrier, Jean Pâqui Louis Seigner                 | Policier               |                |
| Deburau                                | Sacha Guitry                               | Sacha Guitry Lana Marconi                              | comédie dramatique     |                |
| Demain nous divorçons                  | Louis Cuny                                 | Sophie Desmarets, Jean Desailly Armand Bernard         | Comédie                |                |
| Les Désastres de la guerre             | Pierre Kast                                | Jean Grémillon (voix)                                  | Court métrage          | 20 min         |
| Descendez, on vous demande             | Jean Laviron                               | Daniel Clérice, Noëlle Norman Jean Tissier             | Comédie                |                |
| Le Désir et l'Amour                    | Henri Decoin                               | Martine Carol, Antonio Vilar Françoise Arnoul          |                        |                |
| Les Deux Gamines                       | Maurice de Canonge                         | Suzy Prim, Léo Marjane Jean-Jacques Delbo              | Comédie                |                |
| Deux sous de violettes                 | Jean Anouilh                               | Dany Robin, Héléna Manson, Henri Crémieux              | Drame                  |                |
| Le Dindon                              | Claude Barma                               | Louis de Funès, Nadine Alari Jacqueline Pierreux       | Comédie                |                |
| Le Don d'Adèle                         | Émile Couzinet                             | Lilo, Marguerite Pierry                                | comédie                |                |
| Dupont Barbès                          | Henri Lepage                               | André-Paul Antoine, Henri Lepage                       |                        |                |
| Édouard et Caroline                    | Jacques Becker                             | Daniel Gélin, Anne Vernon Jacques François             | Comédie                |                |
| L'Enfant des neiges                    | Albert Guyot                               | Mony Dalmès, Mona Dol Raymond Galle                    |                        |                |
| Épouse ma veuve                        | Maurice Cam                                | Henri Vilbert, Christiane Delyne Raymond Cordy         | Comédie                |                |
| Et ta sœur                             | Henri Lepage                               | Jean Tissier, Pierre Larquey Maurice Régamey           |                        |                |
| L'Étrange Madame X                     | Jean Grémillon                             | Michèle Morgan, Henri VidalArlette Thomas              | Drame                  |                |
| Fernand cherche du boulot              | Yves Robert                                | -                                                      | Court métrage          |                |
| Le film est déjà commencé ?            | Maurice Lemaître                           | -                                                      | Expérimental           |                |
| Folie douce                            | Jean-Paul Paulin                           | André Gabriello, Lisette Jambel Marthe Mercadier       | Comédie                |                |
| Le Garçon sauvage                      | Jean Delannoy                              | Madeleine Robinson Pierre-Michel Beck Franck Villard   | Drame                  |                |
| La Garçonnière                         | Claude Orval                               | Jean Richard, Irène de Trébert Renée Gardès            | comédie                |                |
| Garou-Garou, le passe-muraille         | Jean Boyer                                 | Bourvil, Joan Greenwood Raymond Souplex                | Comédie dramatique     |                |
| Gibier de potence                      | Roger Richebé                              | Arletty, Nicole Courcel Georges Marchal                | Drame                  |                |
| La Grande Vie                          | Henri Schneider                            | Henri Nassiet, Roger Saget Serge Bento                 |                        |                |
| Le hasard mène l'enquête               | Jean Perdrix                               | Jean-Jacques Delbo, Albert Rémy, Guy Decomble          | Court métrage policier | 21 min         |
| Les Hommes de l'acier                  | Jean Tedesco                               | -                                                      | Court métrage          | 22 min         |
| Hôtel des Invalides                    | Georges Franju                             | Michel Simon (voix)                                    | Documentaire           | 22 min         |
| Identité judiciaire                    | Hervé Bromberger                           | Raymond Souplex, Robert Berri Jean Debucourt           | Policier               |                |
| Ils étaient cinq                       | Jack Pinoteau                              | Louis de Funès, Jean Carmet Jean Gaven                 | Comédie dramatique     |                |
| Images pour Debussy                    | Jean Mitry                                 | -                                                      | Court métrage          | 22 min         |
| Jamais deux sans trois                 | André Berthomieu                           | Roger Nicolas, Alice Tissot Marthe Mercadier           | Comédie                |                |
| Journal d'un curé de campagne          | Robert Bresson                             | Claude Laydu, Adrien Borel Rachel Berendt              | Drame                  |                |
| Les Joyeux Pèlerins                    | Fred Pasquali                              | Aimé Barelli, Cécile Didier Grégoire Aslan             | Comédie                |                |
| Juliette ou la Clé des songes          | Marcel Carné                               | Gérard Philipe, Suzanne Cloutier Gabrielle Fontan      | Comédie dramatique     |                |
| Knock                                  | Guy Lefranc                                | Louis Jouvet, Jean Brochard Pierre Renoir              | Comédie                |                |
| La Légende de la soie                  | Paul Grimault                              | -                                                      | animation publicitaire | 107 s          |
| Ma femme est formidable                | André Hunebelle                            | Fernand Gravey, Simone Valère Sophie Desmarets         | Comédie                |                |
| Mademoiselle Josette, ma femme         | André Berthomieu                           | Odile Versois, Lysiane Rey Fernand Gravey              | Comédie                |                |
| Les Mains sales                        | Fernand Rivers Simone Berriau              | Daniel Gélin, Claude Nollier Pierre Brasseur           | Drame                  |                |
| La Maison Bonnadieu                    | Carlo Rim                                  | Bernard Blier Danielle Darrieux Françoise Arnoul       | Comédie dramatique     |                |
| Maître après Dieu                      | Louis Daquin                               | Pierre Brasseur, Loleh Bellon Jacques François         | Drame                  |                |
| Les Maîtres nageurs                    | Henri Lepage                               | Mireille Perrey Armand Bernard, Jean Tissier           |                        |                |
| Mammy                                  | Jean Stelli                                | Gaby Morlay, Pierre Larquey Françoise Arnoul           | Drame                  |                |
| La Marche                              | Michel Audiard                             | Maurice Biraud                                         |                        |                |
| Maria du bout du monde                 | Jean Stelli                                | Denise Cardi, Paul Meurisse Jacques Berthier           | Drame                  |                |
| Les Mémoires de la vache Yolande       | Ernst Neubach                              | Rellys, Suzy Carrier Armand Bernard                    | Comédie                |                |
| Messaline                              | Carmine Gallone                            | María Félix, Georges Marchal                           | péplum                 |                |
| Les miracles n'ont lieu qu'une fois    | Yves Allégret                              | Alida Valli, Jean Marais Marcelle Arnold               | Comédie romantique     |                |
| Mon phoque et elles                    | Pierre Billon                              | Marie Daëms, François Périer Jeanne Fusier-Gir         | Comédie                |                |
| Monsieur Fabre                         | Henri Diamant-Berger                       | Pierre Fresnay, André Randall Elina Labourdette        | Comédie dramatique     |                |
| Monsieur Octave                        | Maurice Boutel                             | Pierre Larquey, Marcel Pérès Mady Berry                | Comédie                |                |
| Moumou                                 | René Jayet                                 | Robert Murzeau, Nathalie Nattier Jeannette Batti       | Comédie                |                |
| Musique en tête                        | Georges Combret Claude Orval               | Jacques Hélian, Rudy Hirigoyen Christiane Lénier       | Comédie musicale       |                |
| Le Naufragé du Pacifique               | Jeff Musso                                 | Georges Marchal Nadia Marlowa                          | Drame                  |                |
| La nuit est mon royaume                | Georges Lacombe                            | Jean Gabin, Simone Valère Gérard Oury                  | Drame                  |                |
| Les Nuits de Paris                     | Ralph Baum                                 | Raymond Bussières Paul Demange                         | Comédie musicale       |                |
| Olivia                                 | Jacqueline Audry                           | Edwige Feuillère Yvonne de Bray, Simone Simon          | Drame                  |                |
| Ombre et Lumière                       | Henri Calef                                | Simone Signoret Jean Marchat, Maria Casarès            | Drame                  |                |
| On tue à chaque page                   | André Cantenys Pierre Guilbaud Raoul Rossi | -                                                      | Court métrage          |                |
| Pas de pitié pour les femmes           | Christian Stengel                          | Simone Renant, Michel Auclair Marcel Herrand           | Policier               |                |
| Pas de vacances pour Monsieur le Maire | Maurice Labro                              | Louis de Funès, André Claveau Grégoire Aslan           | Comédie                |                |
| Le Passage de Vénus                    | Maurice Gleize                             | Pierre Larquey, Annette Poivre Blanchette Brunoy       | Comédie                |                |
| La Passante                            | Henri Calef                                | Henri Vidal, Maria Mauban Daniel Ivernel               | Drame                  |                |
| Passion                                | Georges Lampin                             | Viviane Romance Clément Duhour, Paul Frankeur          | Mélodrame              |                |
| La Peau d'un homme                     | René Jolivet                               | Roger Pigaut, Colette Ripert Pierre Larquey            | Policier               |                |
| Les Petites Cardinal                   | Gilles Grangier                            | Saturnin Fabre, Denise Grey Véra Norman                | Comédie                |                |
| Piédalu à Paris                        | Jean Loubignac                             | Ded Rysel, Félix Oudart Armand Bernard                 | Comédie                |                |
| La Plus Belle Fille du monde           | Christian Stengel                          | Françoise Arnoul, Paul Bernard Jacqueline Gauthier     |                        |                |
| Le Plus Joli Péché du monde            | Gilles Grangier                            | Georges Marchal, Dany Robin, Marthe Mercadier          | Comédie                |                |
| La Poison                              | Sacha Guitry                               | Michel Simon, Germaine Reuver Jean Debucourt           | Comédie dramatique     |                |
| Présentation ou Charlotte et son steak | Éric Rohmer                                | Jean-Luc Godard                                        | comédie                |                |
| Le Roi des camelots                    | André Berthomieu                           | Robert Lamoureux, Colette Ripert, Yves Deniaud         | Comédie                |                |
| Le Roi du bla bla bla                  | Maurice Labro                              | Louis de Funès Roger Nicolas, Jean Tissier             | Comédie policière      |                |
| La Rose rouge                          | Marcel Pagliero                            | Les frères Jacques Louis de Funès                      | Comédie                |                |
| Rue des Saussaies                      | Ralph Habib                                | Anne Vernon, Aimé Clariond Maurice Régamey             | Policier               |                |
| Sans laisser d'adresse                 | Jean-Paul Le Chanois                       | Bernard Blier, Danièle Delorme Julien Carette          | comédie dramatique     |                |
| Sérénade au bourreau                   | Jean Stelli                                | Paul Meurisse, Tilda Thamar Gérard Landry              | Crime                  |                |
| Seul dans Paris                        | Hervé Bromberger                           | Bourvil, Magali Noël Denise Kerny                      | Comédie dramatique     |                |
| Sous le ciel de Paris                  | Julien Duvivier                            | Brigitte Auber, Sylvie Paul Frankeur                   | Comédie dramatique     |                |
| Station mondaine                       | Marcel Gibaud                              | Louis de Funès                                         | Comédie                | 12 min         |
| Superpacific                           | Pierre Maudru                              | Emile Drain, Clary Monthal                             | docufiction            | 25 min         |
| Symphonie de la laine                  | Jean Lods Natacha Seailles                 | -                                                      | Documentaire           |                |
| La Table-aux-crevés                    | Henri Verneuil                             | Fernandel, Andrex Édouard Delmont                      | Drame                  |                |
| Tapage nocturne                        | M-G Sauvajon                               | Simone Renant, Raymond Rouleau Élina Labourdette       | Comédie policière      |                |
| Terreur en Oklahoma                    | André Heinrich Paul Paviot                 | Michel Piccoli, Jacques Hilling Jean Bellanger         | Comédie western        | 22 min         |
| Topaze                                 | Marcel Pagnol                              | Fernandel, Marcel Vallée Hélène Perdrière              | Comédie                |                |
| Trafic sur les dunes                   | Jean Gourguet                              | Suzy Prim, Pierre-Louis Édouard Delmont                | Policier               |                |
| Traité de bave et d'éternité           | Isidore Isou                               | Bernard Blin (voix)                                    | Expérimental           |                |
| Un amour de parapluie                  | Jean Laviron                               | Jacques-Henry Duval, Noël Roquevert Denise Provence    | Court-métrage Comédie  |                |
| Un grand patron                        | Yves Ciampi                                | Pierre Fresnay, Renée Devillers Roland Alexandre       | Drame                  |                |
| Un sourire dans la tempête             | René Chanas                                | Jean-Pierre Kérien, Michèle Martin Roger Pigaut        | Drame                  |                |
| Une fille à croquer                    | Raoul André                                | Gaby Morlay, Louise Carletti, Serge Reggiani           | Comédie                |                |
| Une histoire d'amour                   | Guy Lefranc                                | Louis Jouvet, Dany Robin Yolande Laffon                | Policier               |                |
| Vedettes sans maquillage               | Jacques Guillon                            | France Roche                                           | Documentaire           | 27 min         |
| Victor                                 | Claude Heymann                             | Jean Gabin, Brigitte Auber Françoise Christophe        | Comédie dramatique     |                |
| La Vie chantée                         | Noël-Noël                                  | Noël-Noël,                                             | Comédie musicale       |                |
| La vie est un jeu                      | Raymond Leboursier                         | Henri Rellys, Jacqueline Delubac Jimmy Gaillard        | Comédie                |                |
| Vivent les dockers                     | Robert Ménégoz                             | -                                                      | Documentaire           | 14 min         |
| Le Voyage en Amérique                  | Henri Lavorel                              | Pierre Fresnay, Yvonne Printemps Jean Brochard         | Comédie                |                |
| Le Vrai Coupable                       | Pierre Thévenard                           | France Descaut, Philippe Lemaire Raymond Souplex       | Drame                  |                |